# 倉庫

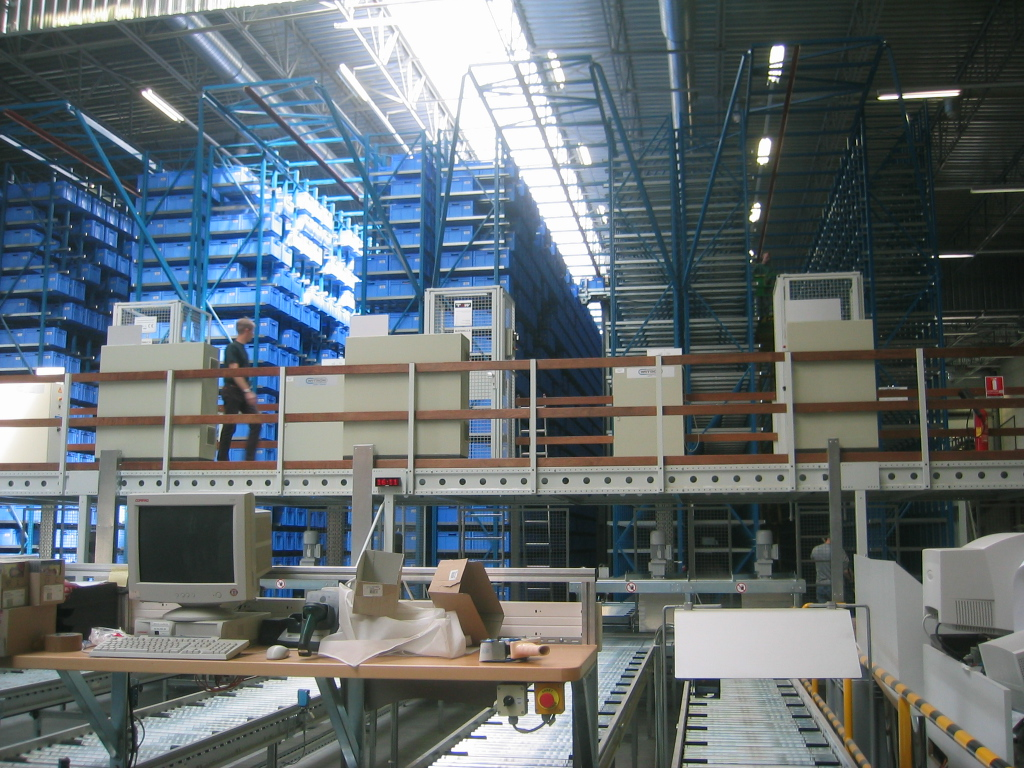
小物部品的自動倉庫

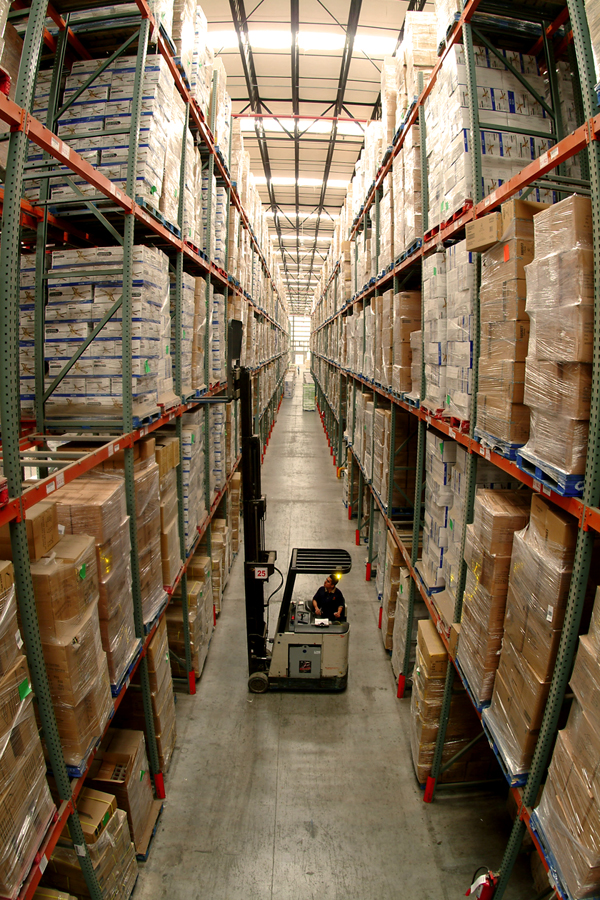
仓库中正在使用叉车搬运物品的工人

倉庫（英語：warehouse），又名貨倉，是一些用作儲存貨物的建築物。是一种服務於生產商、商品供應商、物流組織的建筑。為方便合作，倉庫通常鄰近碼頭、火車站、飛機場等。
倉庫最先被发现在古罗马的Ostia社区，中国隋唐两代政府，在洛阳修建的国家粮仓——回洛仓、含嘉仓由于规模巨大形成了独立的城池形态。

## 图片

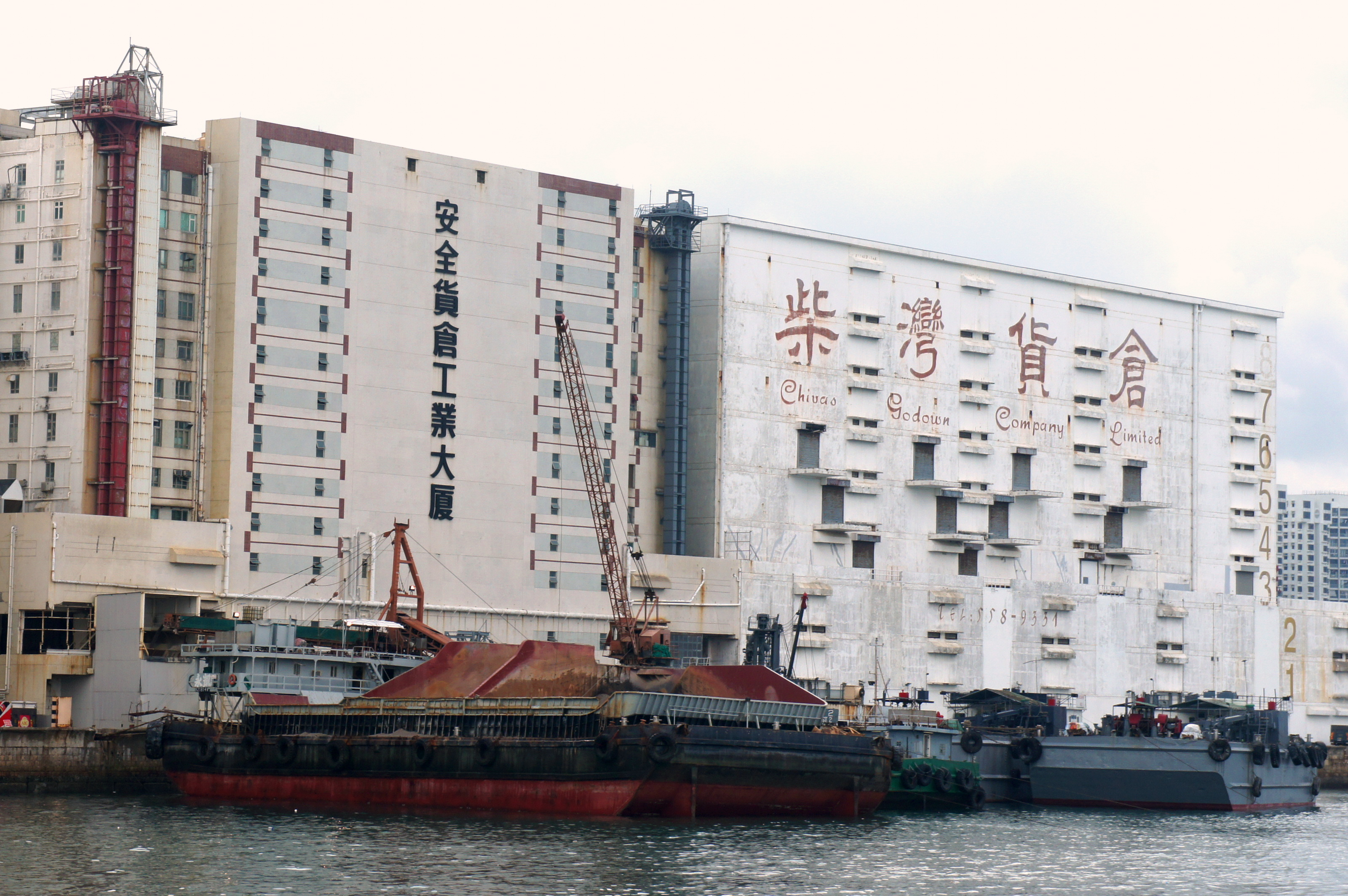
位於香港柴灣公眾貨物裝卸區的柴灣货仓
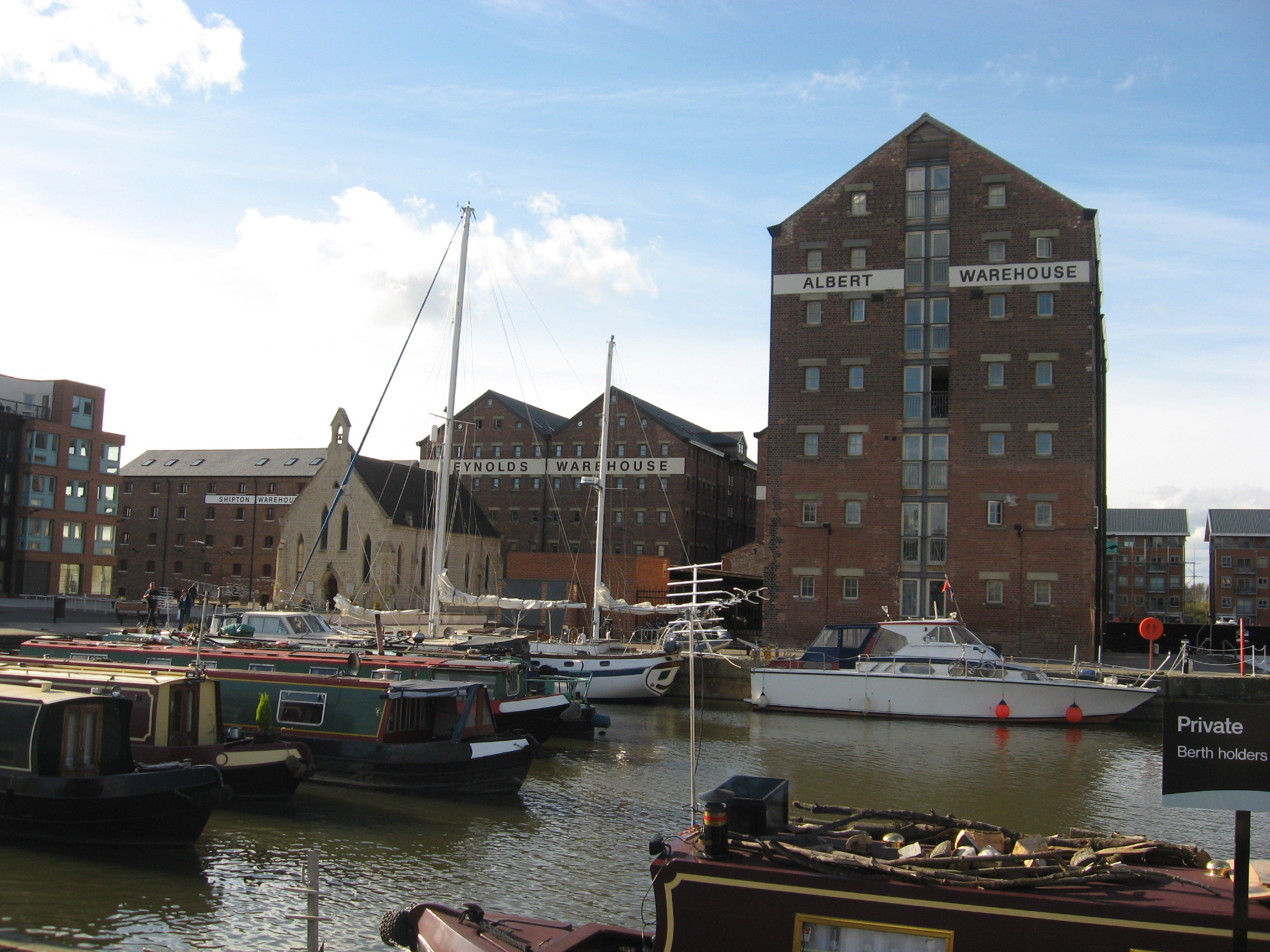
19世纪在英国格洛斯特的码头, 原用于存储进口玉米
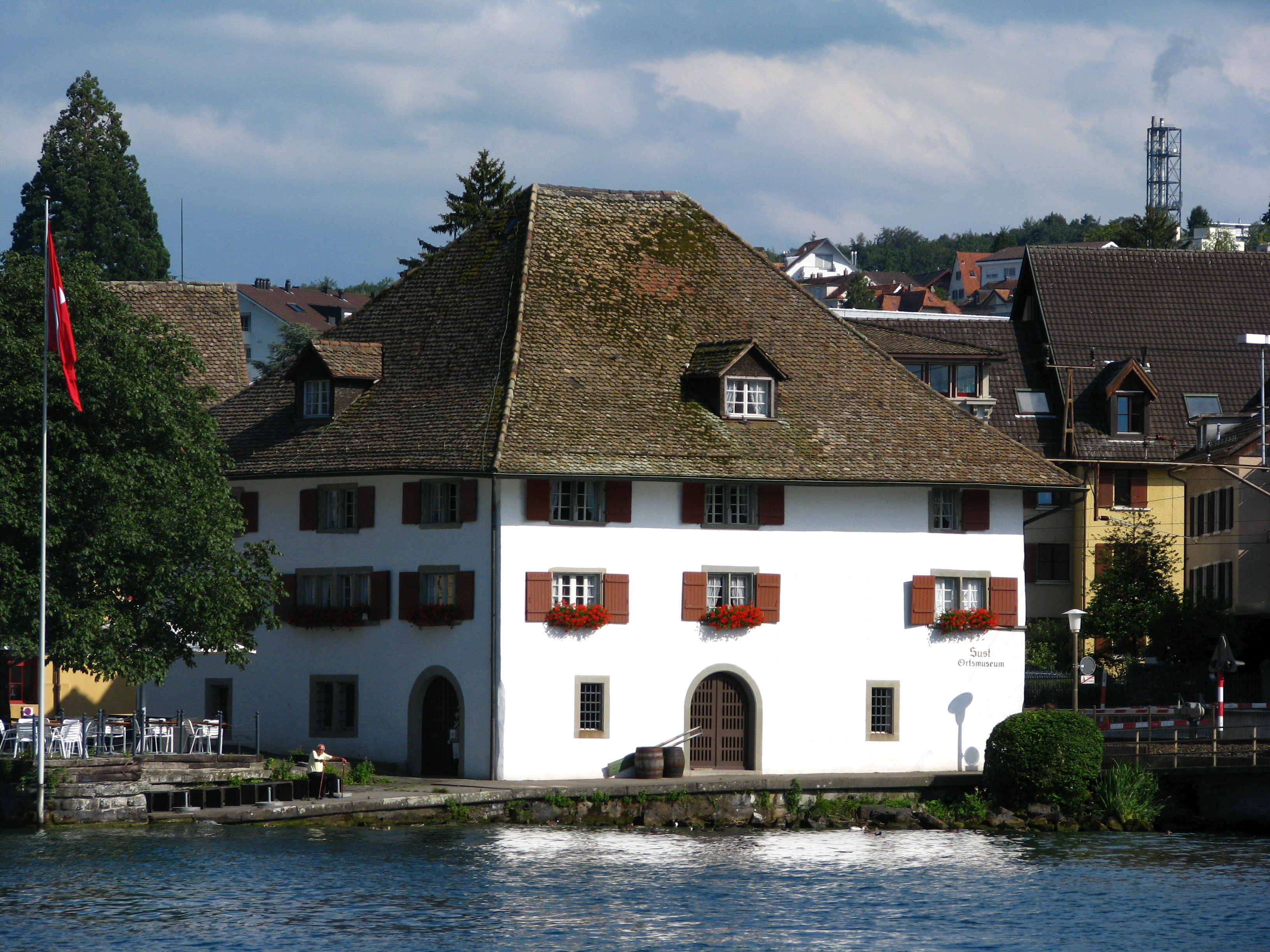
一座中世纪的仓库, 豪尔根, 瑞士
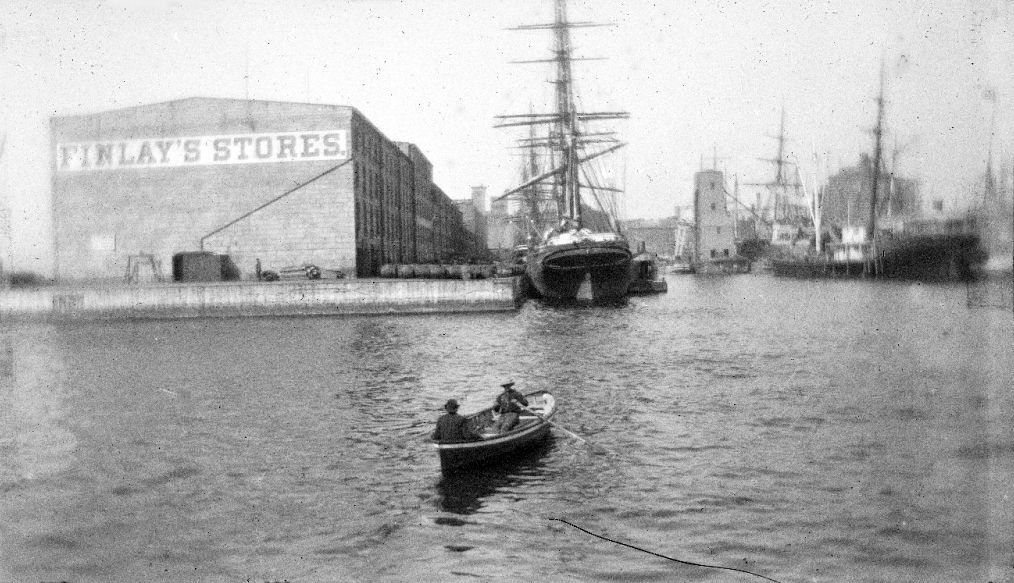
19世纪大西洋布鲁克林码头曾经的仓库
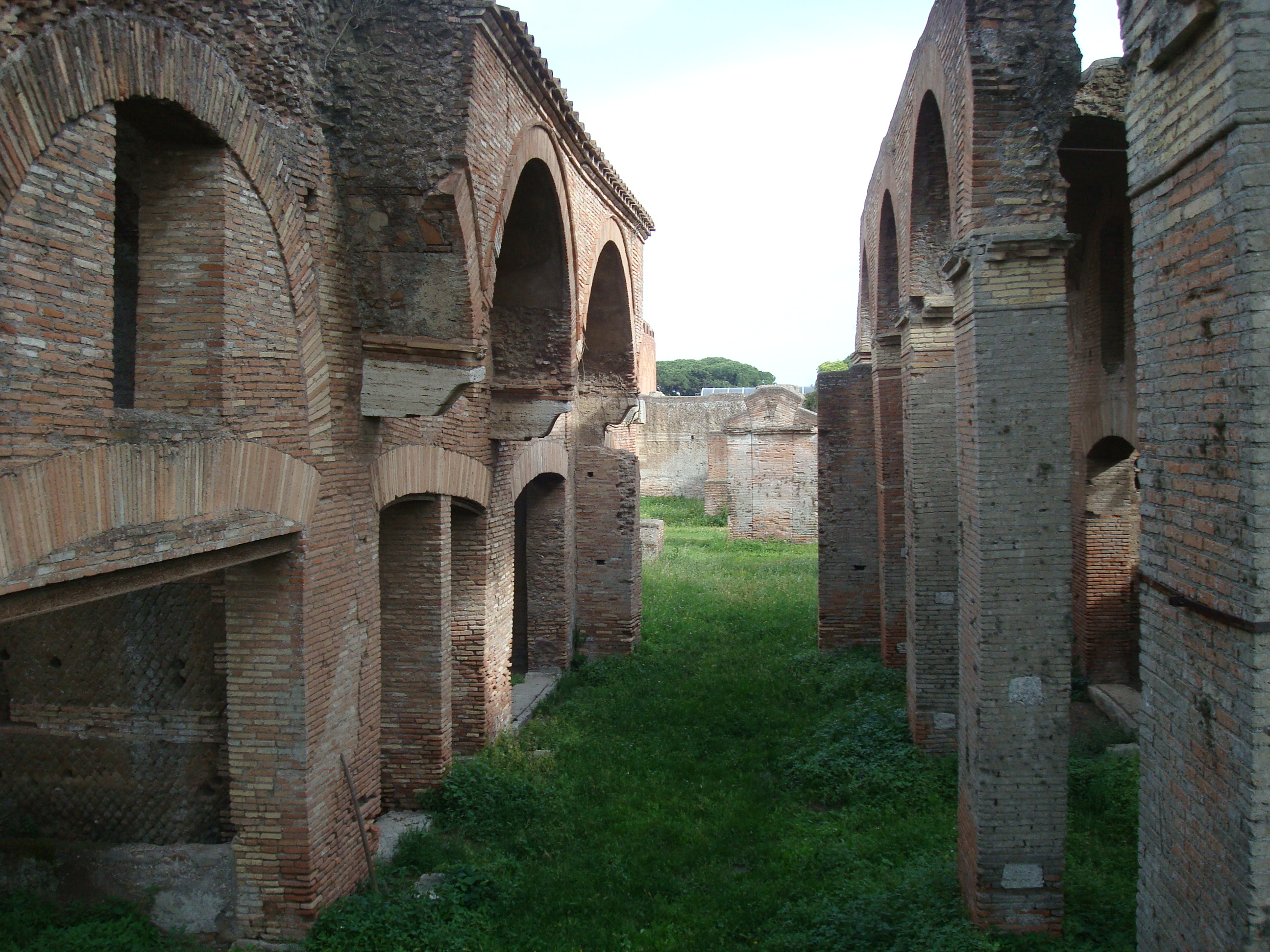
古罗马城市Ostia被毁坏的仓库
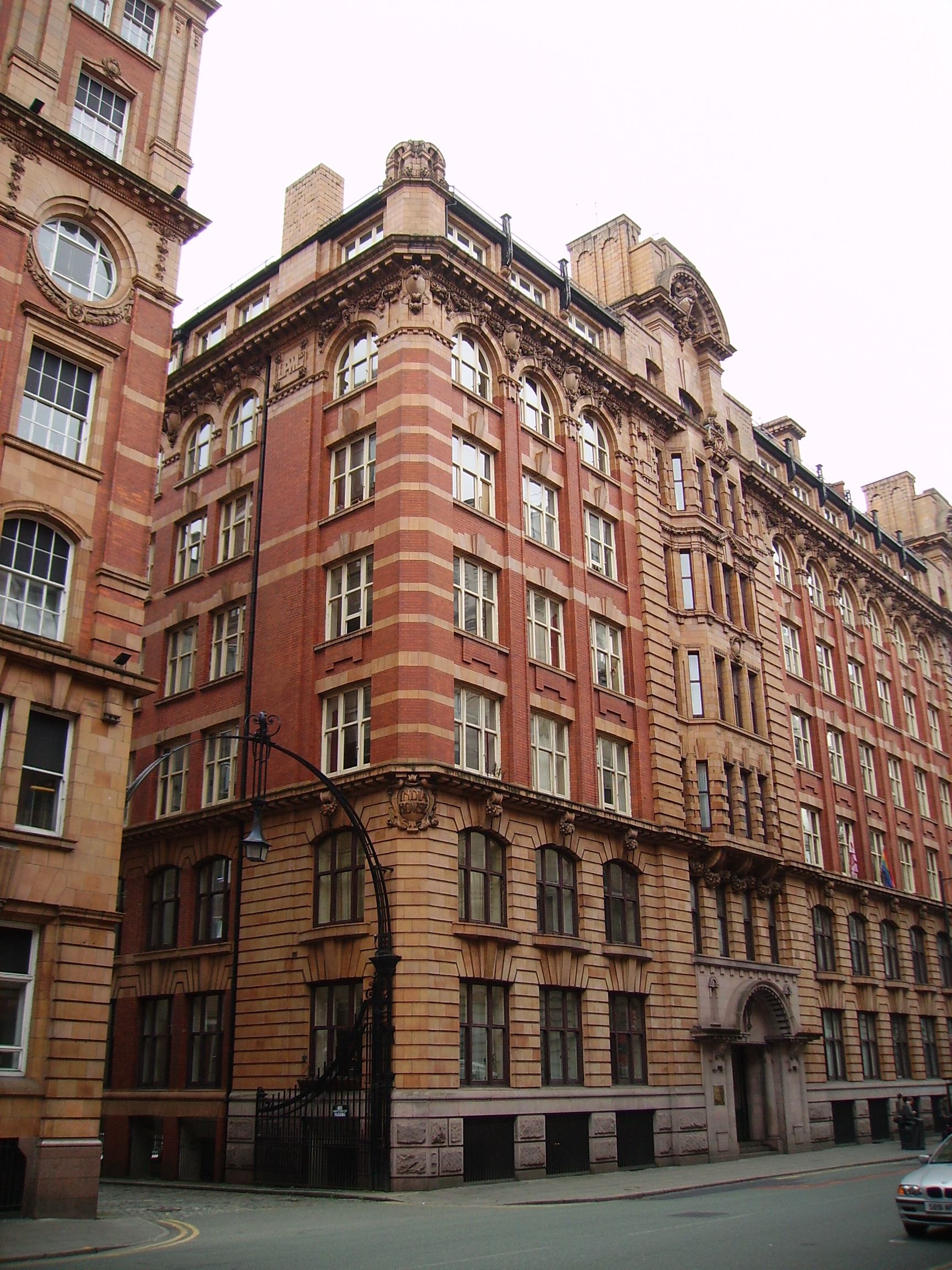
英国曼彻斯特的仓库

## 相關
- 迷你自存倉
- 冷凍倉
- 危險倉
- 起重機
- 叉車
- 海關
- 空運
- 船舶
- 貨櫃碼頭
- 貨櫃船
- 載貨汽車
- 鐵路列車
- 鐵軌
- 貨櫃

## 外部鏈接
Depo yazılımı （页面存档备份，存于）
- "Warehouse Analytics for Astute Logisticians" （页面存档备份，存于） – Smart Conference 2011
- 仓库活页夹 - 全球仓库平台(shbinder.com)